# 耶律汉宁
耶律汉宁，辽朝大臣。
986年（辽统和四年、宋雍熙三年）北宋雍熙北伐，八月，宋朝迁徙雲、朔、寰、應四州百姓，宋太宗下詔潘美、楊業等率领所部兵護送，当時契丹国太后萧绰與其大臣耶律漢寧、南北皮室及五押惕隱，領眾十餘萬，攻克寰州。1011年（辽统和二十九年、宋大中祥符四年）十二月，契丹遣使長寧節度使耶律漢寧、副使太常少卿張儉到宋朝賀第二年正旦。王曾出使燕京，至開泰寺，是魏王耶律漢寧监造。1029年（辽太平九年、宋天聖七年）正月，契丹派遣夷離畢、左千牛衛上將軍耶律漢寧、少府監劉湘到宋朝賀長寧節。